# Emirados Árabes Unidos nos Jogos Olímpicos de Verão de 2004
Os Emirados Árabes Unidos competiram nos Jogos Olímpicos de Verão de 2004, em Atenas, na Grécia.

## Medalhista

### Ouro
- Tiro - Fossa olímpica dublê masculino: Ahmed Al Maktoum